# Pekka Vasala
Pekka Vasala (Finlandia, 17 de abril de 1948) es un atleta finlandés retirado, especializado en la prueba de 1500 m en la que llegó a ser campeón olímpico en 1972.

## Carrera deportiva
En los JJ. OO. de Múnich 1972 ganó la medalla de oro en los 1500 metros, con un tiempo de 3:36.33 segundos, llegando a meta por delante del campeón olímpico de México 1968, el keniano Kipchoge Keino (plata) y el neozelandés Rod Dixon.